# 滋賀院
滋賀院（しがいん）は、滋賀県大津市坂本にある天台宗の寺院。本尊は薬師如来。比叡山延暦寺の本坊（総里坊）である。滋賀院門跡（しがいんもんぜき）とも称する。

## 歴史
この寺は、元和元年（1615年）に江戸幕府に仕え「黒衣の宰相」とも称された天台宗の僧天海が、後陽成天皇から京都法勝寺の建物を下賜されてこの地に建立した寺である。明暦元年（1655年）には後水尾天皇から滋賀院の名と寺領千石が下賜された。滋賀院御殿と呼ばれた長大な建物は1878年（明治11年）火災により焼失し、比叡山無動寺谷法曼院の建物3棟が移されて再建された。

## 境内
- 内仏殿
- 宸殿
- 滋賀院庭園（国の名勝） - 伝小堀遠州作の池泉鑑賞式庭園。
- 二階書院
- 庭園「蹴鞠の庭」
- 庫裡
- 勅使門
- 山門

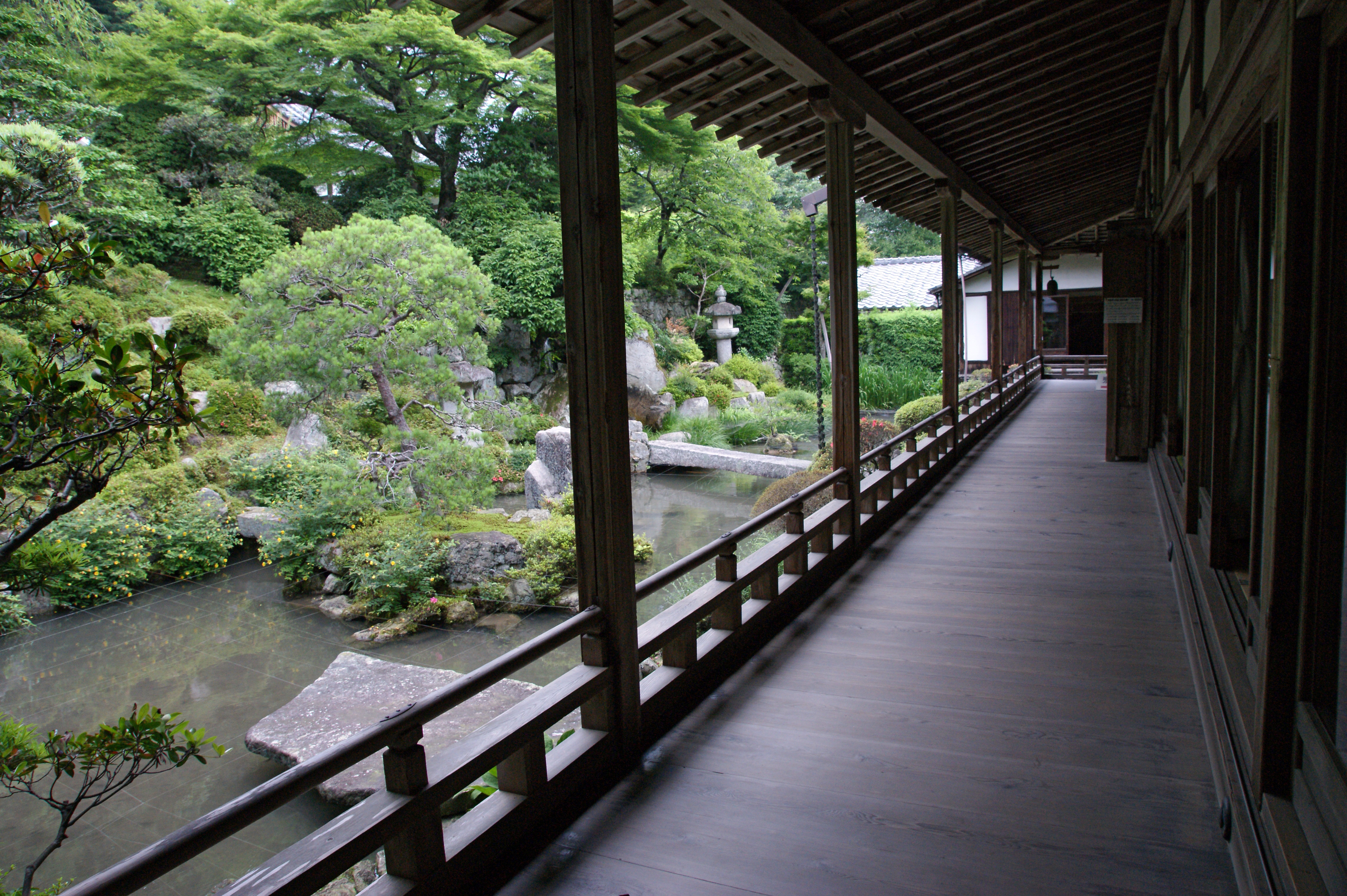
宸殿と庭園
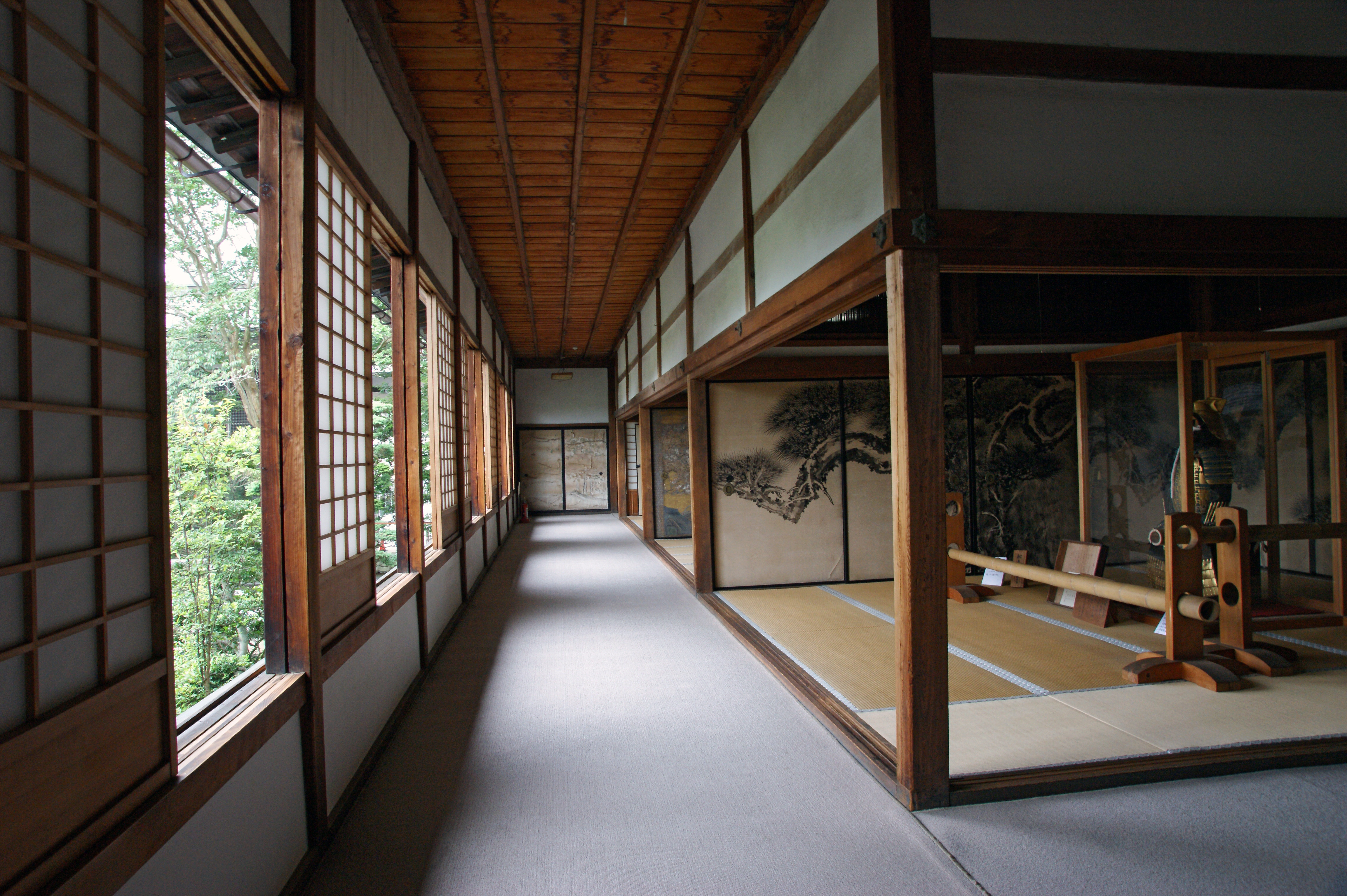
書院2階
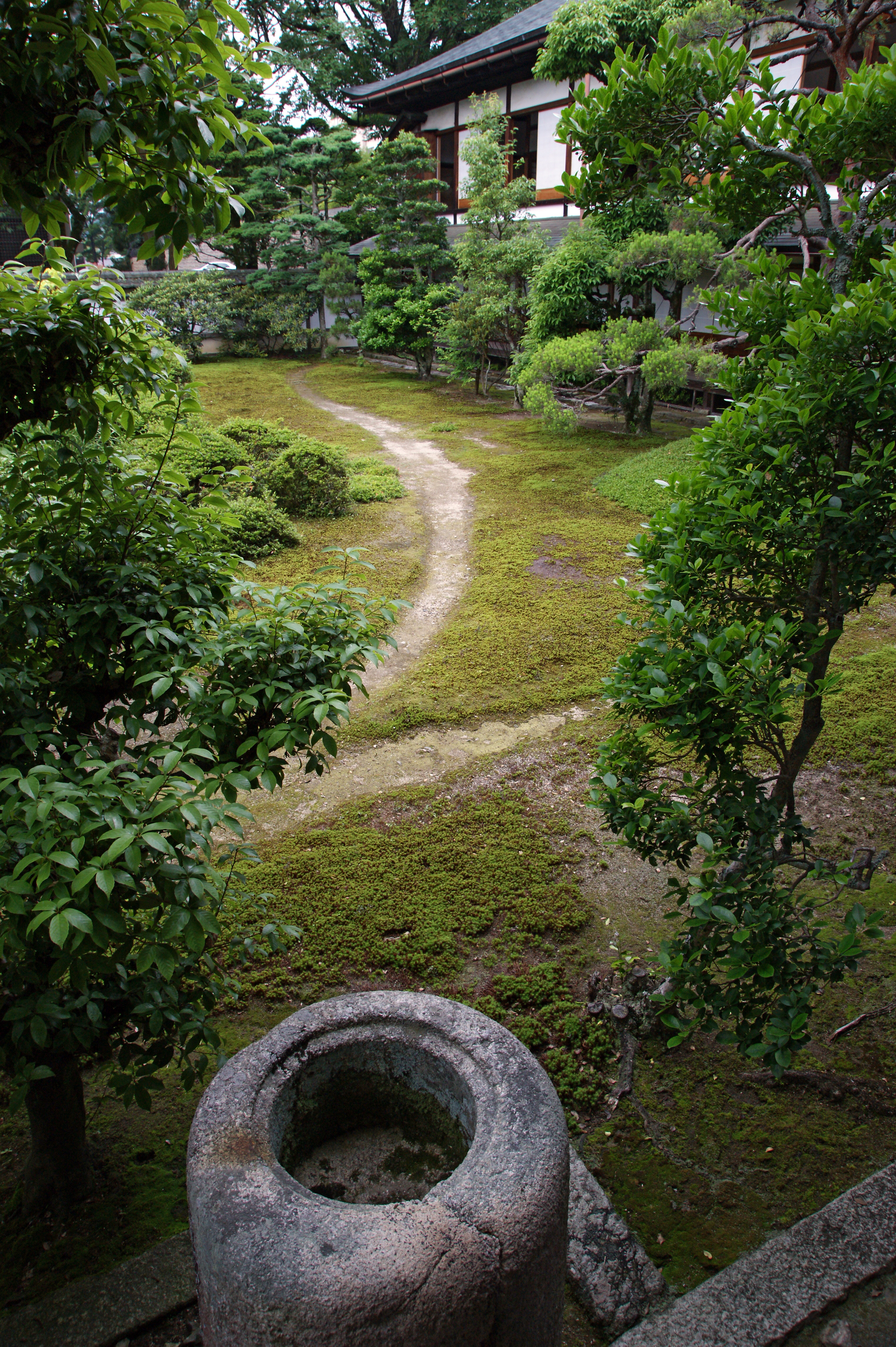
蹴鞠の庭

## 文化財

### 国の名勝
- 滋賀院門跡庭園

## 前後の札所
びわ湖百八霊場
8 生源寺　-　9 滋賀院　-　10 律院

## 所在地
- 滋賀県大津市坂本4丁目6-1

## 周辺
- 天台宗務庁（隣接）
- 慈眼堂